# I come back again
I come back again（アイ・カム・バック・アゲイン）は松元治郎の2作目のミニアルバム。2016年2月2日に、公式サイトから通販限定およびライブ会場限定で発売された。発売元は、INTERSTELLAR PRODUCTION。

## 内容
前作「Reverb」から、およそ3年4ヶ月ぶりのリリースとなった。
2013年11月頃から制作が開始され、当初のリリースは2014年春頃を予定していた。しかし、制作は難航したため、2014年10月頃に一度中断していることを発表。その後、2015年9月から制作を再開し、松元の誕生日である同年12月11日に、本作のリリースが発表された。
前作同様、7曲入りのミニアルバム。プロデューサーも前作に引き続いて安保一生が担当し、今作も基本的に松元、安保の二人だけで制作された。前作よりロック色が多めな内容となっており、音質も無理に派手すぎないように音圧は控えめになっている。また、前作の「静」と今作の「動」も少し意識したことを述べている。
全曲とも松元自身が作詞を担当し、作曲も前作に続いて、安保一生、木村真也、綿貫正顕がそれぞれ提供。松元本人の作曲は2曲が収録され、うち1曲は木村との共作である。曲順は松元のアイデアにより決定した。
本作のリリースに当たって、YouTubeで5つのデモ動画がアップ。また、2015年12月25日には、松元本人からのメッセージ動画もアップされた。
前作同様、数量限定販売であり、規定枚数に達し次第、販売終了としている。予約特典として、2016年1月31日までに予約した方を限定に、松元治郎の生「手形」が付属する。
また、本作を引っ提げて、同年3月13日に初台DOORSにて、およそ3年3ヶ月のライブとなる「松元治郎 2nd LIVE」を開催。スペシャルゲストとして木村真也も参加したことで、実質初めての3期WANDSのメンバーでのライブとなった。

## 収録曲
| 全作詞: 松元治郎、全編曲: 安保一生。 |                       |          |                    |
| #                                    | タイトル              | 作詞     | 作曲               |
| 1.                                   | 「I come back again」 | 松元治郎 | 松元治郎           |
| 2.                                   | 「Farewell, my love」 | 松元治郎 | 綿貫正顕           |
| 3.                                   | 「Next World」        | 松元治郎 | 木村真也           |
| 4.                                   | 「Lip Server」        | 松元治郎 | 安保一生           |
| 5.                                   | 「その眼差しだけが」  | 松元治郎 | 木村真也           |
| 6.                                   | 「Shake it off」      | 松元治郎 | 安保一生           |
| 7.                                   | 「在るべき場所へ」    | 松元治郎 | 木村真也・松元治郎 |

## 楽曲解説
1. I come back again
本作リリース前に、YouTube上でレコーディング模様がアップされた[13]。イントロは、前作「Reverb」の楽曲をごちゃ混ぜにして波のようにしたもの[20]。
2. Farewell, my love
本作リリース前に、YouTube上でレコーディング模様およびデモ音源がアップされた[17]。
綿貫が以前から持っていたストックの一つで、WANDS解体後に制作されたものであると述べている[21]。2〜3年前にミニアルバム制作に当たって試聴させてもらった結果、本曲が選定された[22]。デモの段階では、バラードっぽかったと言う[23]。
イントロのピアノは安保自身が弾いており、何回もやり直したことを述べている[24][25]。
3. Next World
本作リリース前に、YouTube上で安保とのセッション模様[14]およびデモ音源がアップされた[16]。
4. Lip Server
本作リリース前に、YouTube上でレコーディング模様がアップされた[15]。安保曰く、アレンジにはちょっとしたギミックが隠されていると述べている[26]。
5. その眼差しだけが
綿貫が、本アルバムの一押しとして、本曲を上げている[27]。一箇所だけ歌詞に誤植がある（出だしの部分「背を向け眠る肩を抱きしめて」→「背を向け眠る肩を抱きしめる」）[28]。
6. Shake it off
7. 在るべき場所へ

## 参加ミュージシャン
- 松元治郎 - ボーカル
- 安保一生 - ギター、プログラミング[29]、ピアノ[30][24][25]